# Pleioblastus altiligulatus
Pleioblastus altiligulatus är en gräsart som beskrevs av Shou Liang Chen och Shao Yun Chen. Pleioblastus altiligulatus ingår i släktet grenbambu, och familjen gräs. Inga underarter finns listade i Catalogue of Life.